# رودري (لاعب كرة قدم مواليد 1971)
رودري (بالإسبانية: Antonio Rodríguez Saravia)‏ هو لاعب كرة قدم إسباني في مركز الهجوم، ولد في 28 يناير 1971 في برشلونة في إسبانيا. لعب مع نادي بالاموس ‏.